# 马斯利亚诺戈尔斯克市镇
马斯利亚诺戈尔斯克市镇（俄语：Масляногорское муниципальное образование）是俄罗斯联邦伊尔库茨克州济马区所属的一个市镇。其下辖有个居民点，行政中心为马斯利亚诺戈尔斯克。据2016年统计，该市镇的人口为805人。